# 지충
지충(志忠, ?~?)은 백제의 관리이다.

## 생애
백제의 좌장(左將)이었던 그는 523년에 고구려군이 백제를 공격하려 하자, 성왕의 명에 따라 보기병 1만을 지휘하며 패하(浿河)에서 고구려군을 상대로 승리했다.